# Haggard: The Movie
Pour plus de détails, voir Fiche technique et Distribution.
Haggard est un film américano-canadien réalisé par Bam Margera, sorti en 2003. 
Le film est basé sur l'histoire vraie de Ryan Dunn (joué par lui-même) et de sa compagne Glauren (jouée par Jennifer Rivell)

## Fiche technique
- Titre original : Haggard: The Movie
- Réalisation : Bam Margera
- Scénario : Bam Margera, Chris Aspite, Brandon DiCamillo
- Direction artistique :
- Décors :
- Costumes :
- Photographie :
- Montage :
- Musique :
- Production :
- Sociétés de production :
- Sociétés de distribution :
- Pays d'origine :
- Langue originale : anglais
- Lieux de tournage : West Chester, Pennsylvanie, États-Unis
- Format : couleur
- Genre : Comédie
- Durée : 96 minutes
- Dates de sortie :
  - États-Unis : 24 juin 2003

## Distribution
- Ryan Dunn : Ry
- Jennifer Rivell : Glauren (créditée comme Jenn Rivell)
- Bam Margera : Valo
- Brandon DiCamillo : Falcone
- Rake Yohn (en) : Hellboy (crédité comme Rake Yohn)
- Ann Marie Esposito : la fille du café
- Brandon Novak (en) : Dooli
- Chris Raab : Raab (as Raab Himself)
- Jess Margera (en) : Bum
- Phil Margera (en) : le gros monsieur avec les melons
- Mark Hanna : Fanna at
- David Decurtis : Naked Dave (crédité comme Naked Dave)
- Mike Maldonado : Homebois
- Vincent Margera (en) : Don Vito (crédité comme Don Vito)
- Tony Hawk : le policier
- April Margera (en) : la femme du café
- Cheri Slider : la lesbienne